# 紅葉橋
紅葉橋為一座位於臺灣臺東縣延平鄉的無橋墩鋼構拱型橋樑，該座橋梁橫跨於鹿野溪之間，乘載著東36鄉道，是鹿野溪旁紅葉村對外的重要聯絡道路之一，目前紅葉橋由臺東縣政府所擁有，並進行管理與維護。

## 沿革
紅葉橋最初是由時任臺灣省議會議員的徐慶元以及林正二兩人向中央政府爭取興建，而中央政府同意後撥款新臺幣8,000萬元補助造橋費用。後由東鑫測量工程有限公司負責橋梁設計與規劃，紅葉橋最終被設計成一座鋼構拱型橋，橋長133公尺、寬10公尺、高10公尺，並由嘉興營造股份有限公司負責橋梁興建工程。
最終紅葉橋於2000年3月8日完工通車，而其特殊的橋身加上周圍鹿野溪峽谷的景色，也讓中華郵政公司在介紹臺灣橋梁之美所發行的郵票組中，於第4輯臺灣東部橋梁推出印有紅葉橋面額12元的郵票組。

## 諸元
- 形式：鋼構拱形橋。
- 橋長：133公尺。
- 橋寬：10公尺。
- 橋高：10公尺。
- 車道：雙線雙向車道。

## 圖集

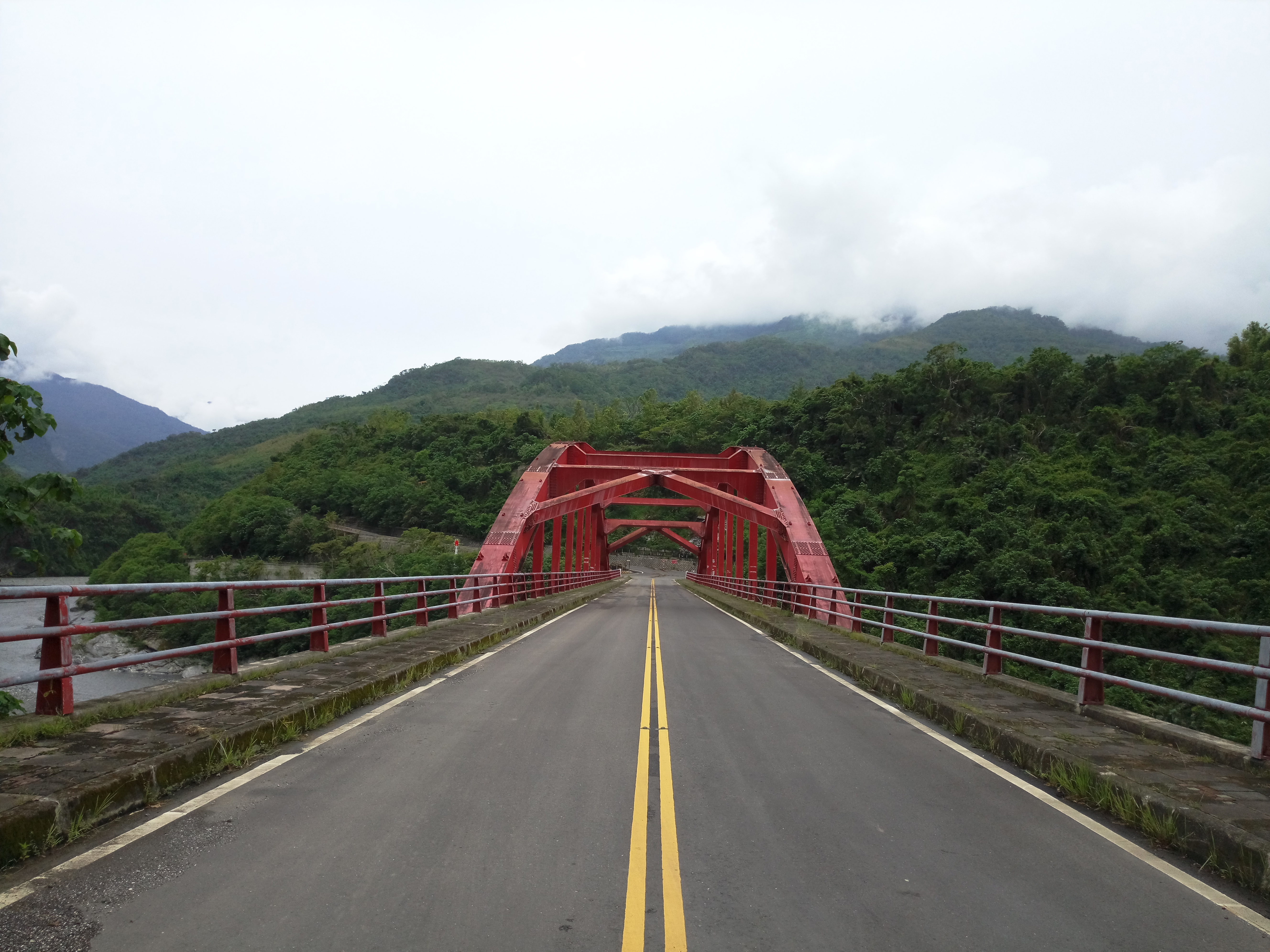
紅葉橋橋面，配置有雙線雙向車道
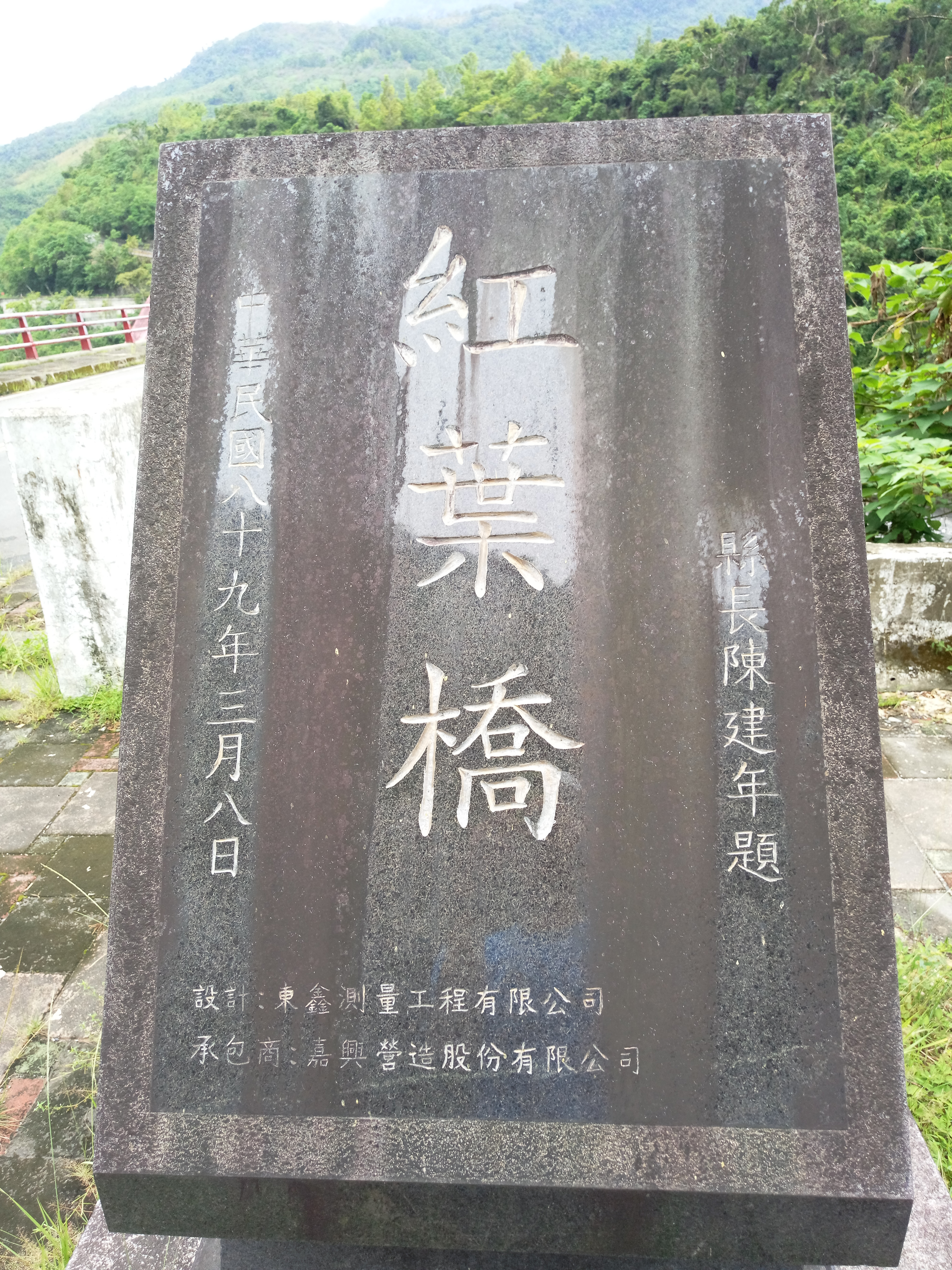
紅葉橋橋碑
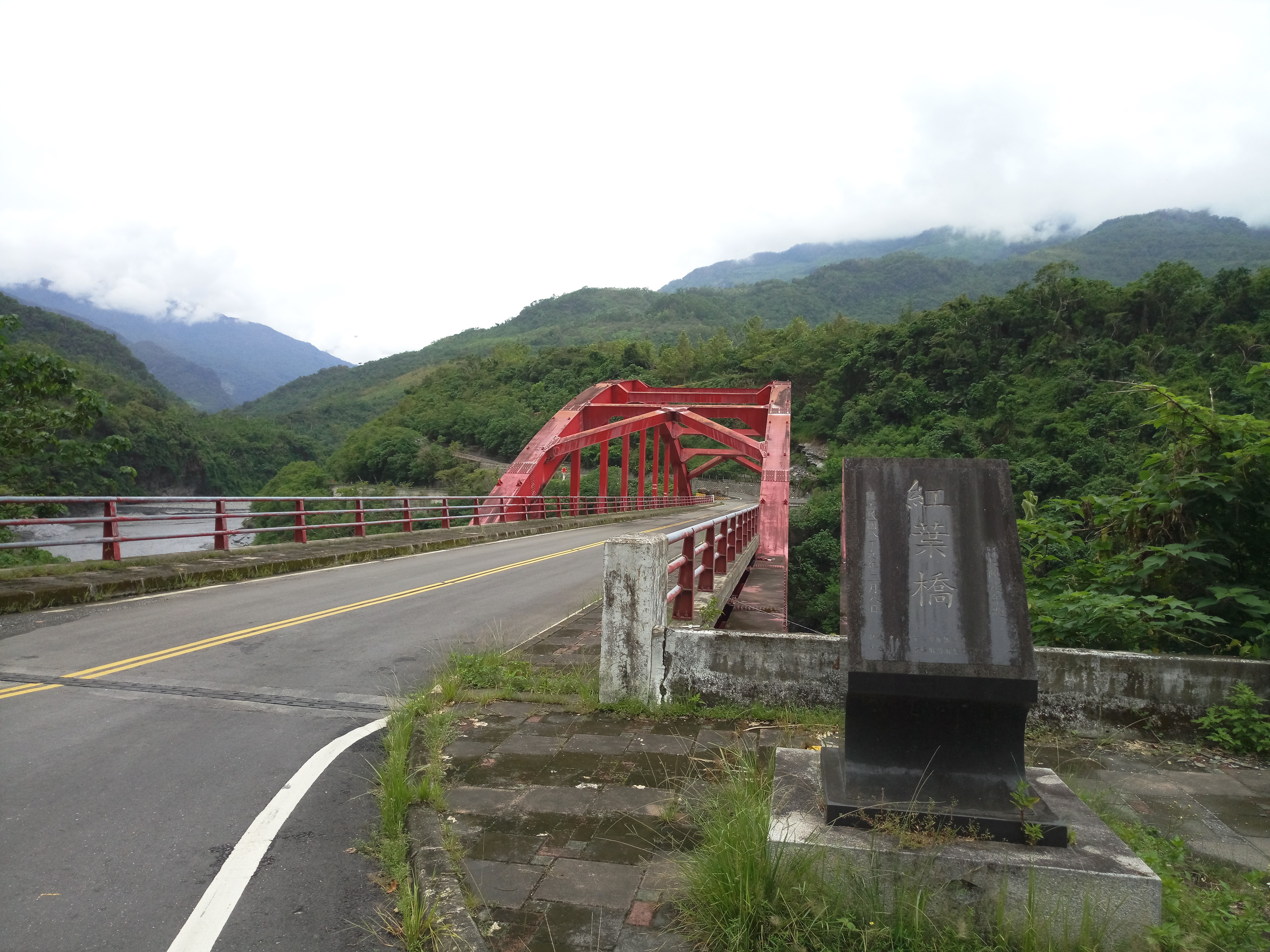
紅葉橋南端與紅葉橋碑一景

## 資料來源
1. ↑  . 臺灣學校網界博覽會. 2001  [2016-08-15]. （原始内容存档于2004-07-02） （中文（臺灣））.
2. ↑  陳肖民. . 中華民國立法院. 2004-01-16  [2016-08-15] （中文（臺灣））.
3. 1 2  . 中華郵政公司. 2010-10-20  [2016-08-15]. （原始内容存档于2021-05-10） （中文（臺灣））.